# Bathymaster derjugini
Bathymaster derjugini är en fiskart som beskrevs av Lindberg, 1930. Bathymaster derjugini ingår i släktet Bathymaster och familjen Bathymasteridae. IUCN kategoriserar arten globalt som otillräckligt studerad. Inga underarter finns listade.